# Fraissé-des-Corbières
Fraissé-des-Corbières är en kommun i departementet Aude i regionen Occitanien  i södra Frankrike. Kommunen ligger  i kantonen Durban-Corbières som ligger i arrondissementet Narbonne. År 2022 hade Fraissé-des-Corbières 221 invånare.

## Befolkningsutveckling
Antalet invånare i kommunen Fraissé-des-Corbières
Referens: INSEE